# Ilha Licoma
A ilha Licoma (Likoma) é a maior das ilhas no lago Niassa. Embora rodeada por águas territoriais de  Moçambique, pertence ao Maláui e faz parte do distrito de Licoma (com a ilha de Chizumulu).
A razão deste quase-enclave foi a colonização das ilhas por missionários anglicanos.
Tem cerca de nove mil habitantes, tem uma pista de aterragem e a localidade principal, Licoma, tem uma catedral anglicana construída entre 1903 e 1911. De Licoma pode passar-se de barco para Cobué, na província de Niassa, em Moçambique. 